# Čili Holdings
Čili Holdings ist eine litauische Holding. Sie verwaltet die größte Restaurant-Kette im Baltikum.   Die Kette besitzt  85 Restaurants: 60 in Litauen (46 eigene und 14 mit Franchising) und 25 in Lettland (16 eigene und 9 mit Franchising). Sie heißen „Čili pica“, „Čili kaimas“, „Čili Kinija“, „Tokio“ in Vilnius, Kaunas, Klaipėda, Panevėžys, Šiauliai, Nida, Utena, Druskininkai, Marijampolė, Alytus, Kėdainiai und Palanga. 2013 erzielte „Čili Holdings“ den Umsatz von 113 Mio. Litas.
73 % Aktien von "Čili Holdings" hat die litauische Investmentgesellschaft „LTk Capital“ (Leiter Tadas Karosas), je 6–7 % Aktien  Goda Karosaitė, Jonas Karosas, Valdas Tekorius, Saulius Svitojus und Dainius Kalina.

## Geschichte
1994  öffnete Linas Tadas Karosas (* 1964) die Bar „Plento baras“ in Antakalnis und 1997 die erste Pizzeria „Čili pica“. 1999 wurde das Unternehmen UAB „Čilija“ für die Verwaltung der Kette gegründet und die die Marke „Čili“ beim Patentamt Litauens registriert. 2001 öffnete man ein Restaurant in Liepāja (Lettland).
2008 wurde UAB „Čilija“ zu  UAB „Čili pica“, UAB „Čili Kaimas“, UAB „Čili Holdings“, UAB „GCW“, UAB „Čili Kinija“ und UAB „Čili bistro“ reorganisiert. UAB „Čili Holdings“ plante, an die Börse Vilnius zu gehen. Man wollte auch in Polen, Rumänien und der Ukraine tätig werden. 2008 erzielte „Čili Holdings“ den Rekord-Umsatz von 201,2 Mio. Litas (58,27 Mio. Euro). 2009–2010 kaufte UAB „Vilsarmos investicija“  67,06 % Aktien der  UAB „Čili Holdings“, die die Restaurant-Kette verwaltete. 2009 betrug das Stammkapital der Holding 90,79 Mio. Lt (26,3 Mio. Euro). 2011 beschäftigte allein die litauische UAB „Čili pica“ 874 Mitarbeiter.

## Struktur
- Litauen:  UAB „Čili Pica“
- Litauen: UAB „Čili Bistro“ (ab 2008, später UAB „Veiza“)
- Litauen: UAB „Čili Kaimas“ (seit 2013 Restaurants „Forest“)
- Litauen: UAB „Čili Kinija“ (Restaurants „Soya“)[19]
- Litauen:UAB „Tokyo“
- Litauen: UAB „Maisto namai“, Halbfertigprodukte
- Lettland:  SIA TIAMO GRUPA

## Leitung
Direktor
- Von Juli 2008 bis November 2010: Dainius Kalina
- Dezember 2010 – Mai 2011: Valdas Tekorius[20]
- Mai 2011 – Mai 2012: Igoris Baikovskis[21]
- Mai 2012 – Februar 2012: Darius Masionis[22]
- Februar 2013 – Juni 2013: Vaidas Strolė[23]
- Seit Juni 2013: Donatas Vaitasius